# James Burton
James Burton (* 21. srpna 1939 Dubberly, Louisiana USA) je americký kytarista. Spolupracoval s hudebníky jako jsou Dale Hawkins, Ricky Nelson, Elvis Presley, Johnny Cash, Merle Haggard, Glen Campbell, John Denver, Gram Parsons, Emmylou Harris, Jerry Lee Lewis, Elvis Costello, Roy Orbison nebo Joni Mitchell.
V roce 2001 byl uveden do Rock and Roll Hall of Fame. V roce 2003 se umístil na 20. místě v žebříčku 100 nejlepších kytaristů všech dob časopisu Rolling Stone. V upravené verzi z roku 2011 pak na 19. místě.